# Ruyang
Der Kreis Ruyang (chinesisch 汝阳县, Pinyin Rǔyáng Xiàn) gehört zum Verwaltungsgebiet der bezirksfreien Stadt Luoyang in der chinesischen Provinz Henan. Er hat eine Fläche von 1.333 km² und zählt 428.900 Einwohner (Stand: Ende 2018). Sein Hauptort ist die Großgemeinde Chengguan.
2007 wurden im Kreis Ruyang zwischen den Gemeinden Sandun und Liudian Dinosaurierfossilien gefunden.

## Administrative Gliederung
Auf Gemeindeebene setzt sich der Kreis aus vier Großgemeinden und neun Gemeinden
zusammen. Diese sind:
- Großgemeinde Chengguan 城关镇
- Großgemeinde Shangdian 上店镇
- Großgemeinde Fudian 付店镇
- Großgemeinde Xiaodian 小店镇

- Gemeinde Baishu 柏树乡
- Gemeinde Shibapan 十八盘乡
- Gemeinde Leicun 勒村乡
- Gemeinde Wangping 王坪乡
- Gemeinde Sandun 三屯乡
- Gemeinde Liudian 刘店乡
- Gemeinde Taoying 陶营乡
- Gemeinde Neibu 内埠乡
- Gemeinde Caidian Xiang 蔡店乡